# دومينيك مارتن دوبوي
دومينيك مارتن دوبوي (بالفرنسية: Dominique Martin Dupuy)‏ هو عسكري فرنسي، ولد في 8 فبراير 1767 في تولوز في فرنسا، وتوفي في 21 أكتوبر 1798 في القاهرة في مصر.